# Teersjen
Teersjen war ein niederländisch-französisches Volumenmaß für Flüssigkeiten.
- 1 Teersjen = 1 ½ Eimer = 26 Maß (Wiener)